# 修道 (基督教)
基督宗教中的修道制度是起因於反對教會逐漸世俗化，在3、4世紀時興起。而更早的潛伏因素是在君士坦丁大帝統一教會及羅馬帝國前，因基督教的寬柔政策，所以教會水準偏低、基督徒素質不齊。當時一些人走出來，注重屬靈生活，退居大漠。「隱士」的希臘文意思是「沙漠」，而「修士」的希臘文意思是「獨自」（希臘語：μοναχός，monachos），此二詞成為敬虔的象徵。修士及修女他們持守貧窮、聖潔、順服的誓言，每天祈禱、工作，有些甚至向外傳福音。
「獨修」是最初修道的形式，獨修者會到曠野修道，他們就被稱為「隱士」。聖安東尼被視為第一位修士。因為他這樣的行為，吸引了許多的人仿效。突然之間，這樣的修道方式如浪潮湧起。這當中有一位隱士，登塔者西蒙在修道當中，因為有太多民眾因為景仰而前去拜訪、觀望，他倍感困擾。最後，他不得不移到一根柱樑之上繼續他的修道，這樣過了三十年。其間透過他的門徒以吊籃遞食物給他吃。後來，修道的形式從獨修轉而發展成為團修的形式。這是由一位修士，帕科繆所開始的。他建立了有管理有規律的團體生活方式，讓修士們一同起居、勞動和崇拜。讓修道者不再是各過各的、各做各的。這樣的改革大大的幫助修士生活中可能會變成懶散、怪異的危險。

## 修道運動(Monasticism)
亞細亞和埃及是修道運動的起源地，遠至不列顛的整個西歐都深受其影響，是中世紀社會文化保存和發展的重要動力。從公元260年至303年間，教會大享太平，又因為受君士坦丁大帝信教的影響，大批為趨炎附勢加入教會的人大增，使得教會道德素質下降，敬虔的基督徒因此特別看重禁慾生活；又因為基督徒不再受逼迫，沒有為主殉道的機會，且此時的神職人員與教會已經貴族化，為了追尋宗教理想，回歸單純的信仰生活，於是轉而投入修道運動。
最初是個人隱修的方式，例如聖安東尼（ St. Anthony the Great ，約生於公元250年)，他在埃及的沙漠透過嚴厲的自律、禁慾生活，來向世人顯出「為基督捨棄一切」的隱修精神。及至「隱修」真正地成為一種運動，是在帕科謬(St. Pachomius the Great，公元292-346)引入了集體隱修的制度之後。規定團體按時舉行崇拜、著統一服飾、接受修道院長的領導，還要進行日常勞動，使能夠自養。公元4世紀下半葉，出現了集體隱修規章，強調修士要勞動、祈禱和讀（抄)經，並要幫助和服待他人，照顧孤兒、病人或其他善行。其中「本篤修會」真正地實現了隱修運動『把自己完全獻給上帝』的理想」。聖本篤（公元四480年至543年)在公元529年創建位於羅馬南方的蒙特・卡西諾的修道院，生活以「純潔、清貧、服從」為宗旨，秉持著「祈禱、勞動」的精神，制定嚴格的生活規則。爾後在歐洲各地修道院被廣為成立，甚至也有將修道院引入教會的例子。六世紀時，修道士開始在傳道上有了角色而修道院也成功扮演了學術與教育的角色。

在當時，修道運動有許多的支持者，為了守「基督教律法」的渴望而離開家庭與國家，去到適合苦修的地方，甚至有的人為此逃避徵兵。苦修所要的是對世界徹底、完全的棄絕，最終得到人生的神聖化和拯救，實現對天國權威的絕對服從。這種情況導致皇帝朱利安 （Julian）怒斥他們拒絕對社會責任的承擔。也被有些人醜化為「被野蠻激情控制的人」。甚至有人如此描述
人類的道德歷史上從未有過一個階段，:這場苦行主義運動具有更深刻或更痛苦的趣味......一個可怕的、肮髒的、骨瘦如柴的狂人，毫無知識，毫無愛國心，毫無自然的情感，在漫長、無用、殘忍的自虐中度過一生，在他迷狂的大腦所產生的可怕幻相前惶恐不安。就是這樣的一個人，卻成了一個了解柏拉圖與西塞羅著作的民族、一個了解蘇格拉底與加圖生平的民族的榜樣。
從上述可以知道修道運動是多麽瘋狂的進行著。然而其中包含的精神價值，或許可以藉由亞他那修的著作《聖安東尼生平》（Life of St. Anthony)中稍作了解。亞他那修認為聖安東尼的一生反映出隱修苦行（ascesis)的道德價值與聖靈的工作，聖安東尼記錄了許多的「信仰治療」。

### 重要發展
聖徒巴西流(Basil)以聖經為基礎，促進修道運動的理性化（基督教的內部控制原則），建立起基督教倫理（moralia)的主要內容（經濟與道德互助，例如兩性平等），為基督教式的社會服務提供了基礎，人人以其力所能及的方式參與其中。其中值得一提的是兒童的培養和教育。
奧古斯丁的《論公教會之道德》(De Moribus Ecclesiae Catholicae)著作中，運用了從《聖經》中所能找到權威原則抨擊當時的摩尼教的二元論，拯救並不在於對情感的摧毀或壓制。
這種善存在於上帝之中，所以對它的追尋(secutio)可以被稱為「至福之欲（ lappetitus beatitudinis)
以此理念建立了勞動的社會基礎，以最容易、簡單的方式得到生活的供應而不需離開上帝，禁慾生活因此得到了理性的限制。同時也因勞動的成果而能夠將剩餘的產品贈送給貧苦的人。而修道院的院長與神父、修士們也沒有權威的傲慢與卑屈的服從，他們之間是愛的關係。

## 主要人物

### 聖安東尼
安當尼（250年—356年？），基督教修行制度的創始人。出生於埃及中部的Koma，為科普特人。原是農民，因領受《新約聖經·瑪竇福音》第十九章二十一節中，耶穌對尋求永生的少年財主所說的話：「你若願意做完全人，可去變賣你所有的，分給窮人，就必有財寶在天上，你還要來跟從我。」而捨棄一切，在他所生長的村莊發願過禁慾生活（約270年）。十五年後，離開社會人群索居於沙漠洞穴（故有隱士之稱），過著禁食、禱告、讀經...極其嚴峻的沙漠修道生活，爲後來的跟隨者樹立修士典範。聖安東尼被描述是：「經常禁食...既不用水洗澡...也不洗腳。」275年開始二十五年的與世隔絕生活。仿效安東尼修道方式的人多了起來，有些人獨自隱居、有些人則結成團體，其中最大的團體位於尼提亞（Nitria）和思西提斯（Scetis）的曠野裡。305年時，廣收門生。他將這些跟隨者組織起來，誓言捨棄一切跟隨基督，只過貧窮與禱告的生活。

#### 影響
對亞流派爭論有影響力。
在君士坦丁大帝信奉基督後，教會湧入人潮，而面對世俗化的衝擊，因此此時許多人如同安當一般，隱居於沙漠、成為苦行修士。

### 帕科繆
團體修道方式的先驅。他曾是一位軍人，於325年開始接受修道主義，因其反對極端主義─個人獨自隱居的方式。故他開設第一所共同生活的修道院，管理方式類似軍隊的組織中的規律。

### 大巴西流
使東正教及修道禁慾主義之關係和諧。他認為修道主義是正統基督教的表現，將修道群與教會距離拉近。也是第一位提供醫療及教育服務的修道士。神學貢獻是與亞流派的基督論作出抗衡。因其許多社關組織、及個人聖潔生活，故教會歷史中他與拿先斯和女撒的貴格利獲稱『加帕多家教父』。

### 帕提克
帕提克（389~461年）被稱為「愛爾蘭的使徒」，他生於羅馬帝國的不列顛，但在少年時曾被擄至愛爾蘭長達六年，當他有機會逃回家鄉後，他覺得要回到愛爾蘭去傳福音。他在愛爾蘭傳道的時候，守苦修和修道主義。

### 聖本篤（Benedict)
教皇貴格利一世(Gregory the Great，也稱為大貴格利，公元540年左右至604年)，是首位成為教皇的修道士，是他讓聖本篤的傳記得以流傳下來。
有「西方修道主義的族長」之稱。建立十二間修道院，建立『聖本篤準則』以改革修道運動。其中他所建立的修道院中，最著名的就是在南羅馬的卡西诺山修道院，而他的「聖本篤準則」也是在這裡完成的。聖本篤主張要勤奮工作，不論是屬靈或屬世或是屬物質的事。聖本篤：「要提防怠惰，視之為靈魂的最大仇敵。」「以雙手作工、從事農耕，乃最有用的人。」其修道生活較中庸，本篤修道院在黑暗時代向異族傳遞文化有很好的果效。

### 克呂尼
克呂尼修道院帶動的修道院改革運動影響極大，如11世紀貴格利推行的教宗全面改革，甚至第十至十二世紀的期間所有的改革都可以稱為克呂尼改革運動。接受任何種類、方式的捐獻，修道士專心追求靈性經驗。不受任何人的控制，包括國王，他們只對教宗負責。他們並有能力從事各種社會的改革，故許多修道院都根據此模式建立、聯合。
克呂尼運動似達成的目標：
- 回復本篤修道團嚴格的規矩。
- 培育個人屬靈的生活，減輕修士的勞動量。
- 發展崇拜的宏偉儀式。
- 建立有效的經濟組織，擺脫世俗的控制。

可是因其富裕、與社會友善的關係使得另一群人去尋求另一種更為樸素和原始的途徑。

## 主要修会

### 熙篤會
1097年在熙篤創立，最初只是模萊斯密城本篤修道會的一個支會。是最出名的苦修團，是對克呂尼修道主義的一種反動，其著重先知精神多於權力，第三任的院長哈定給新會草擬了一套準則，強調勞力多於學術，認為工作就是禱告，故成為農業發展的先驅者。他們在最荒涼的地方搭蓋自己的修道院，不接受任何稱號、餽贈或信徒的贊助。他們自己承擔耕種、烹飪、紡織、木工等許多日常工作，不雇用僕人。教室很簡陋，沒有裝飾或財寶，更沒有個人財產。冬天睡眠七小時、夏天六小時。每天除了團體崇拜及祈禱的時間以外，其餘的時間用來工作、默想、讀書。在飲食方面，修道士都吃得很少，夏天每日吃一餐飯、冬天吃兩餐。食物很簡單，就是蔬菜、魚和乳酪。再寒冷的冬天也都只能在聖誕節那一天生火取暖。這些嚴格的規定使他們得到巨大的成功。在12世紀末有530所西篤會修道院成立，在之後一百年內有150所成立。最有名的修道士是伯爾納鐸，是中世紀神秘主義的代表者。為最極端的西篤會修士待己甚嚴，品行道德崇高、熟悉《聖經》、愛心熱切、指責罪惡、被視為「歐洲的良心」。

### 托钵修会
走出修道院，將福音傳給普通人，依靠百姓的賑濟和捐獻，被稱為修道，又稱托钵修会。此類有兩派：
- 方濟會

於1209年聖方濟成立的小行乞僧團。以《聖經·馬太福音》十章7-9節為個人委身的座右銘，傳講天國訊息。定訂類似使徒清貧生活的簡單規律。基本要求：絕對清貧、不擁有財產、不在主教允許前私自傳教、不在神學問題上爭辯、『與仇敵復和』的觀念使世人稱頌。與動物關係亦好，其『敬虔』、『真摯善良』為日後人們的榜樣。
- 道明會

創始人為西班牙人道明。為改革亞爾比根派的信徒，他招聚有志於追求知識學問、向異教、異端傳福音者一起來傳福音，成為教會宗教裁判所的先鋒。因為其目標，所以在大學教育中受到肯定、學術上享有聲譽。

### 其他中世紀較小的修會團
- 加尔默罗会（俗称聖衣會）

極端苦修主義的規則，守清貧、獨居和素食。16世紀後期，神秘的亞維那的德勒撒，進行改革，使聖衣會重回默想、宣教和神學研究。
- 奥斯定会

以『聖奧古斯丁規條』所辦的修會。這規條的彈性讓奉行的人可以因應環境使用。奥思定会與醫院有特別的連繫。最出名的修士是馬丁·路德。
- 医院骑士团

起源不明，但在11世紀末為照顧病者，款待旅客與十字軍，組織團武士來保護旅客，後來發展成為正規的軍隊。12世紀很多成員加入十字軍。1291年，他們戰敗，逃往羅德島，被稱為羅德島武士。1530年查理五世將馬爾他的主權教給他們，故被稱為馬爾他骑士。1798年拿破倫奪得馬爾他後，医院骑士团團先转移到俄国，后来定居于意大利罗马，直至今天。
- 聖殿骑士團

在1118年為保衛耶路撒冷，對抗穆斯林而成立的武士修道團。影響力極大，所多基督教國家都有其成員，他們得到大量的捐輸財富，儲存於巴黎和倫敦「聖殿」中，故建立可靠銀行家的美譽。常與慈善武士團發生衝突，於1312年被控不道德、迷信、信奉異端，故在維也納會議中被鎮壓。

## 其他說明
- 尚有被暱稱為「沙漠姆姆」的在沙漠中隱修的女性隱修者，他們會帶徒生一起潛修，留下美好的生命故事和嘉言。[17]